# Rebecca Lenkiewicz
Rebecca Lenkiewicz (* 1968 in Plymouth) ist eine britische Dramatikerin und Drehbuchautorin. Sie ist vor allem als Autorin von Her Naked Skin bekannt, dem ersten Stück einer lebenden Autorin, das auf der Olivier Stage des Royal National Theatres aufgeführt wurde.

## Leben
Rebecca Lenkiewicz wurde 1968 in Plymouth in der englischen Grafschaft Devon geboren und ist die Tochter von Celia Mills und Peter Quint. Ihr leiblicher Vater ist Dramatiker, ihr Stiefvater ist der Künstler Robert Lenkiewicz.
Im Jahr 1989 machte sie an der ihren BA an der University of Kent in Literatur und Film. Lenkiewiczs erstes Stück Soho: A Tale of Table Dancers schrieb sie 2000 für die Royal Shakespeare Company. Im Jahr 2008 eröffnete das Arcola Theatre mit ihrer Adaptation des Stückes An Enemy of the People von Henrik Ibsen, bei dem Theatergründer Mehmet Ergen Regie führte. Ihr Stück Her Naked Skin war 2008 das erste einer lebenden Dramatikerin, das auf der Olivier Stage des National Theatre aufgeführt wurde.
Für den Film Ida, der 2013 beim Telluride Film Festival seine Premiere feierte, schrieb sie gemeinsam mit Regisseur Paweł Pawlikowski das Drehbuch, das unter anderem im Rahmen des Polnischen Filmpreises ausgezeichnet wurde. Vier Jahre später wurde das Filmdrama Ungehorsam von Sebastián Lelio beim Toronto International Film Festival vorgestellt, für das sie ebenfalls gemeinsam mit dem Regisseur das Drehbuch schrieb. Für den Film Colette aus dem Jahr 2018 arbeitete sie mit Regisseur Wash Westmoreland und Richard Glatzer gemeinsam am Drehbuch. Bei dem Film Servants, der zwei Jahre später im Rahmen der Berlinale seine Premiere feierte, tat sie dies gemeinsam mit Marek Leščák und Regisseur Ivan Ostrochovský. Für den Film She Said von Maria Schrader, der im Oktober 2022 beim New York Film Festival seine Premiere feierte, adaptierte Lenkiewiczs ein Sachbuch von Jodi Kantor und Megan Twohey. Für diese Arbeit erhielt sie unter anderem eine Nominierung bei den Critics’ Choice Movie Awards.
Lenkiewicz' Debüt als Filmregisseurin, Hot Milk, nach dem gleichnamigen Roman von Deborah Levy, mit Emma Mackey, Fiona Shaw und Vicky Krieps in den Hauptrollen, feierte im Februar 2025 bei den 75. Internationalen Filmfestspielen in Berlin seine Premiere.

## Filmografie
- 2013: Ida
- 2017: Ungehorsam (Disobedience)
- 2018: Colette
- 2020: The Eddy (Miniserie, 2 Folgen)
- 2020: Servants
- 2020: Small-Axe-Reihe
- 2022: She Said
- 2024: Der Salzpfad (The Salt Path)
- 2025: Hot Milk (auch Regie)

## Auszeichnungen
British Academy Film Award
- 2023: Nominierung für das Beste adaptierte Drehbuch (She Said)

Critics’ Circle Theatre Award
- 2004: Auszeichnung als vielversprechendste Dramatikerin (The Night Season)

Polnischer Filmpreis
- 2014: Nominierung für das Beste Drehbuch (Ida)

Europäischer Filmpreis
- 2014: Auszeichnung für das Beste Drehbuch (Ida)

Chlotrudis Award
- 2015: Nominierung für das Beste Originaldrehbuch (Ida)

British Independent Film Award
- 2018: Nominierung für das Beste Drehbuch (Ungehorsam)

Independent Spirit Award
- 2019: Nominierung für das Beste Drehbuch (Colette)[6]

Satellite Award
- 2022: Nominierung für das Beste adaptierte Drehbuch (She Said)[7]

Critics’ Choice Movie Award
- 2023: Nominierung für das Beste adaptierte Drehbuch (She Said)[8]

USC Scripter Award
- 2023: Nominierung für die Beste Adaption – Film (She Said)[9]

Writers Guild of America Award
- 2023: Auszeichnung mit dem Paul Selvin Award für das Beste adaptierte Drehbuch (She Said)[10]